# Rimantas Šadžius
Rimantas Šadžius (Vilnius, 8 ottobre 1960) è un politico lituano, dal 4 agosto 2025 ministro presidente della Lituania ad interim.